# Ломања
Ломања (итал. Lomagna) је насеље у Италији у округу Леко, региону Ломбардија.
Према процени из 2011. у насељу је живело 4497 становника. Насеље се налази на надморској висини од 258 м.

## Становништво
Према резултатима пописа становништва 2011. у општини је живело 4.899 становника.
| 1936. | 1951. | 1961. | 1971. | 1981. | 1991. | 2001. | 2011. |
| ----- | ----- | ----- | ----- | ----- | ----- | ----- | ----- |
| 1.516 | 1.608 | 1.858 | 2.860 | 3.393 | 3.878 | 4.068 | 4.899 |